# Quần đảo Sakishima

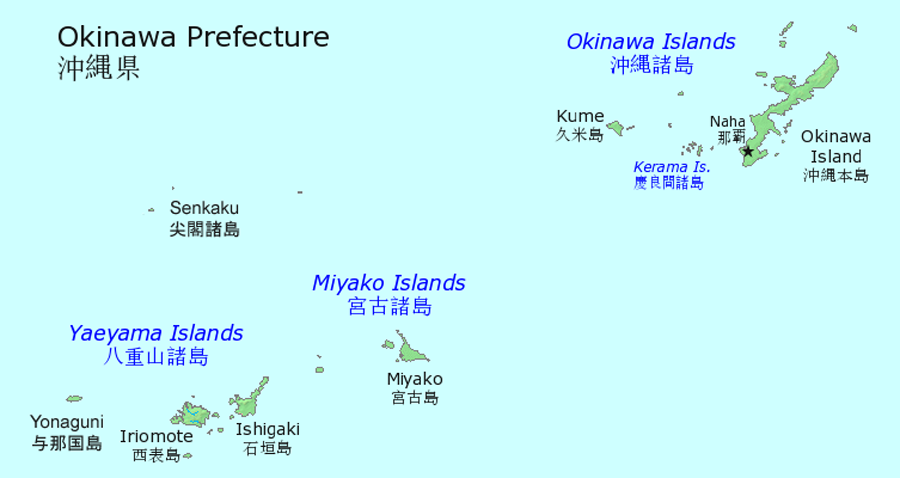
Bản đồ tỉnh Okinawa, bao gồm quần đảo Sakishima (Miyako và Yaeyama)

quần đảo Sakishima (先島諸島 (Tiên Đảo chư đảo) Sakishima shotō) (hay 先島群島, Sakishima guntō) (tiếng Okinawa: Sachishima) là một chuỗi các hòn đảo nằm ở cực nam của quần đảo Nhật Bản. Chúng là một phần của quần đảo Nansei (hay Ryukyu) và bao gồm quần đảo Miyako và quần đảo Yaeyama. Về mặt hành chính, quần đảo là một phần của tỉnh Okinawa, Nhật Bản, và bao gồm quần đảo đang tranh chấp là Senkaku (Điếu Ngư/Điếu Ngư Đài).

## Các đảo có người ở
Quần đảo Sakishima
- Quần đảo Miyako (trước là phó tỉnh Miyako)
  -  Thành phố Miyakojima
    - Đảo Ikema (Ikema-jima)
    - Đảo Irabu (Irabu-jima)
    - Kurima (Kurima-jima)
    - Đảo Miyako (Miyako-jima)
    - Đảo Ōgami (Ōgami-jima)
    - Đảo Shimoji (Shimoji-shima)

  -  Làng Tarama
    - Đảo Minna (Minna-jima)
    - Đảo Tarama (Tarama-jima)
- Quần đảo Yaeyama (nguyên là phó tỉnh Yaeyama)
  -  Thành phố Ishigaki
    - Đảo Ishigaki (Ishigaki-jima)

  -  Thị trấn Taketomi
    - Đảo Aragusuku (Aragusuku-jima)
    - Đảo Hateruma (Hateruma-jima)
    - Đảo Iriomote (Iriomote-jima)
    - Đảo Kohama (Kohama-jima)
    - Đảo Kuroshima (Kuroshima)
    - Đảo Taketomi (Taketomi-jima)
    - Đảo Yubu (Yubu-jima)

  -  Thị trấn Yonaguni
    - Đảo Yonaguni (Yonaguni-jima)

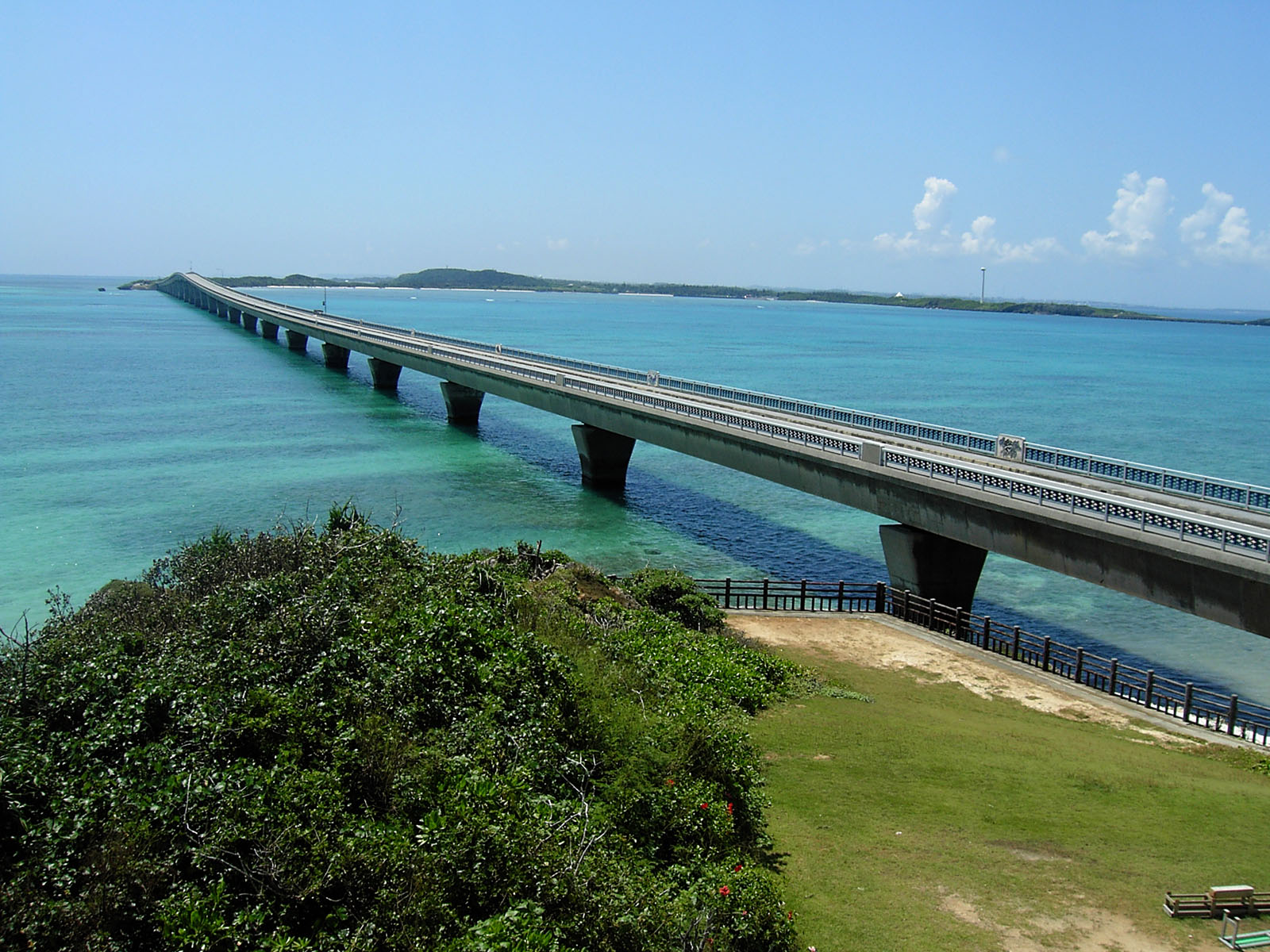
Cầu Ikema, nằm giữa Miyako và Ikema
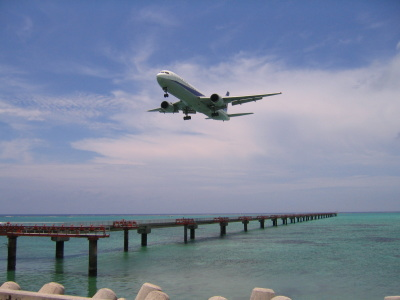
Shimoji
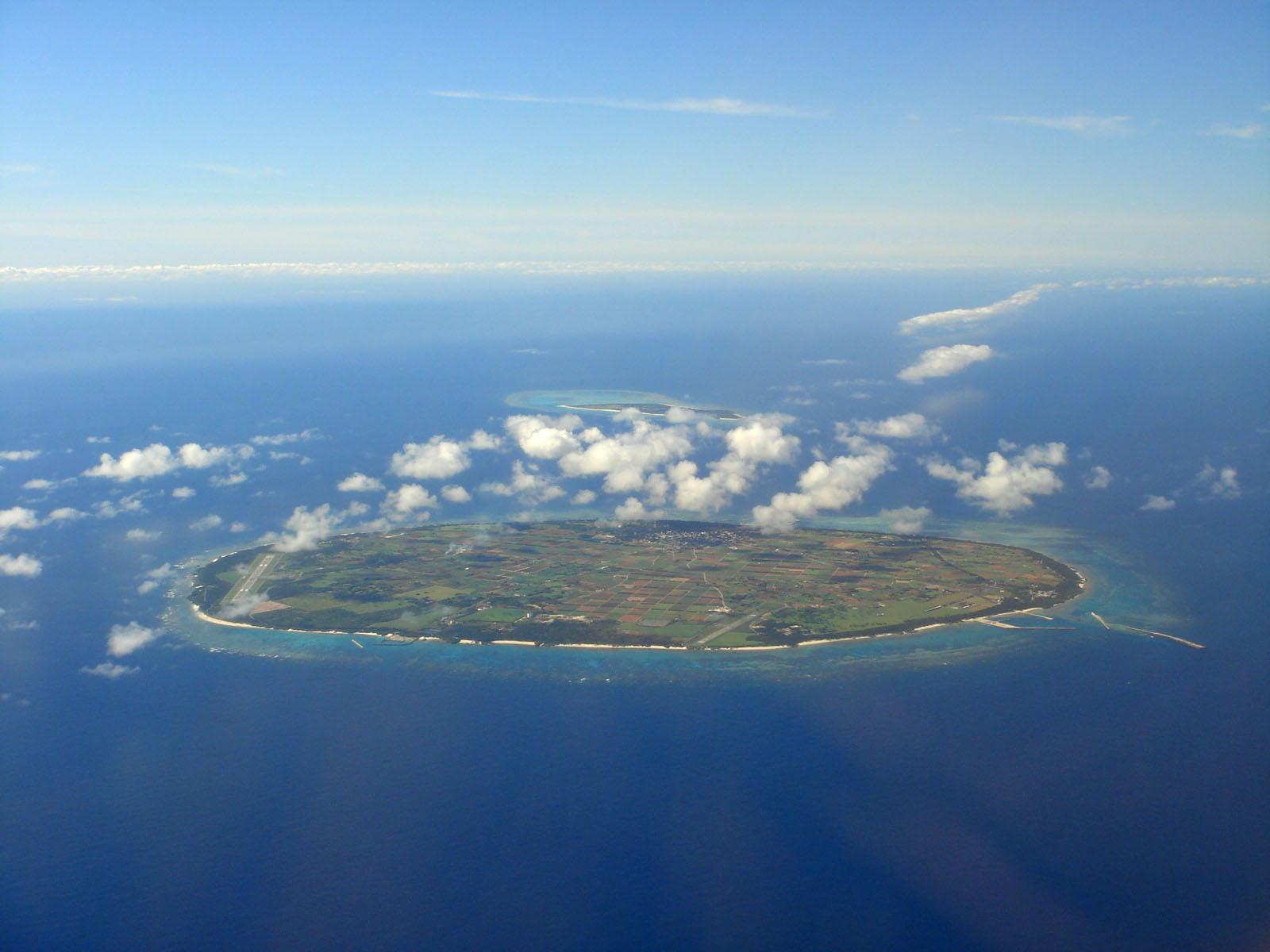
Tarama
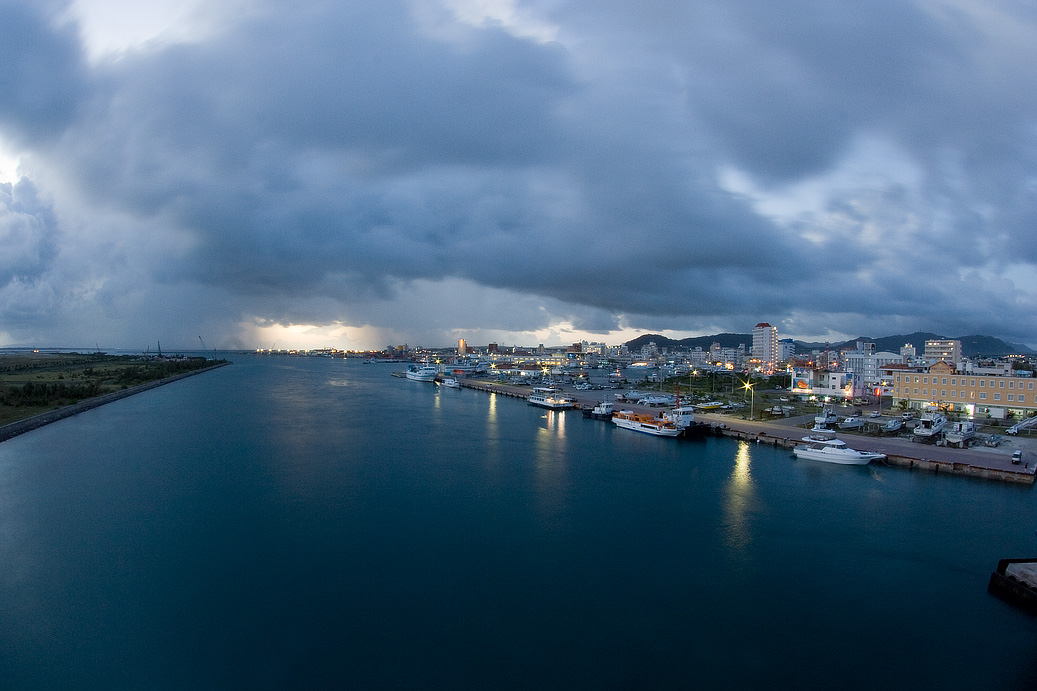
Ishigaki
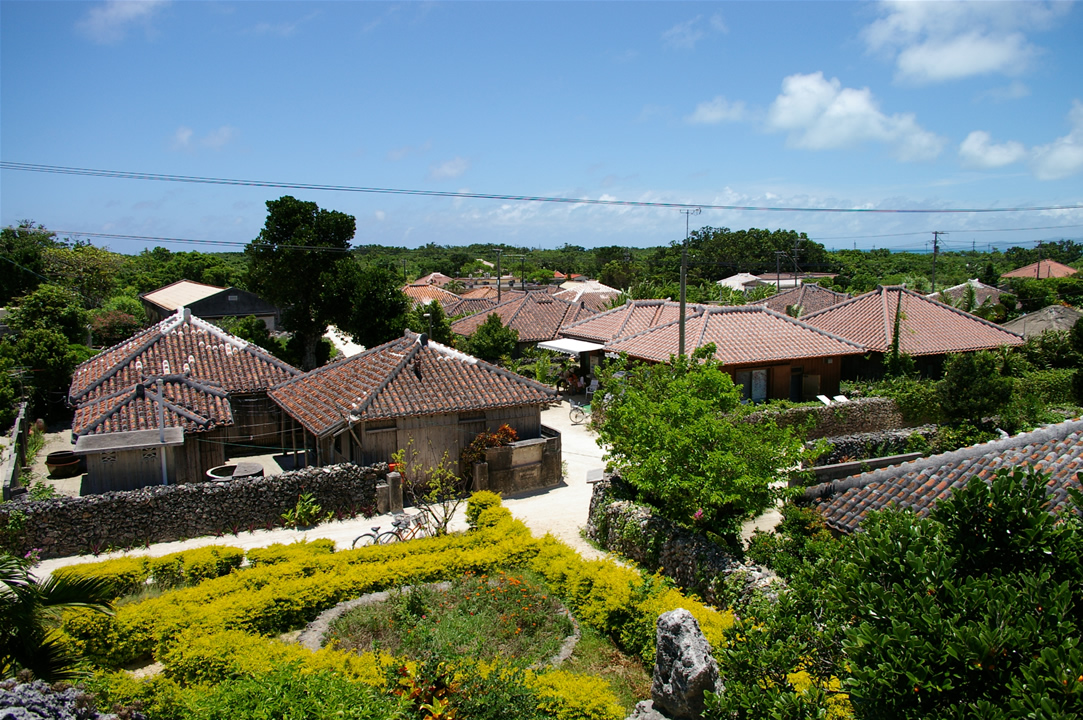
Taketomi
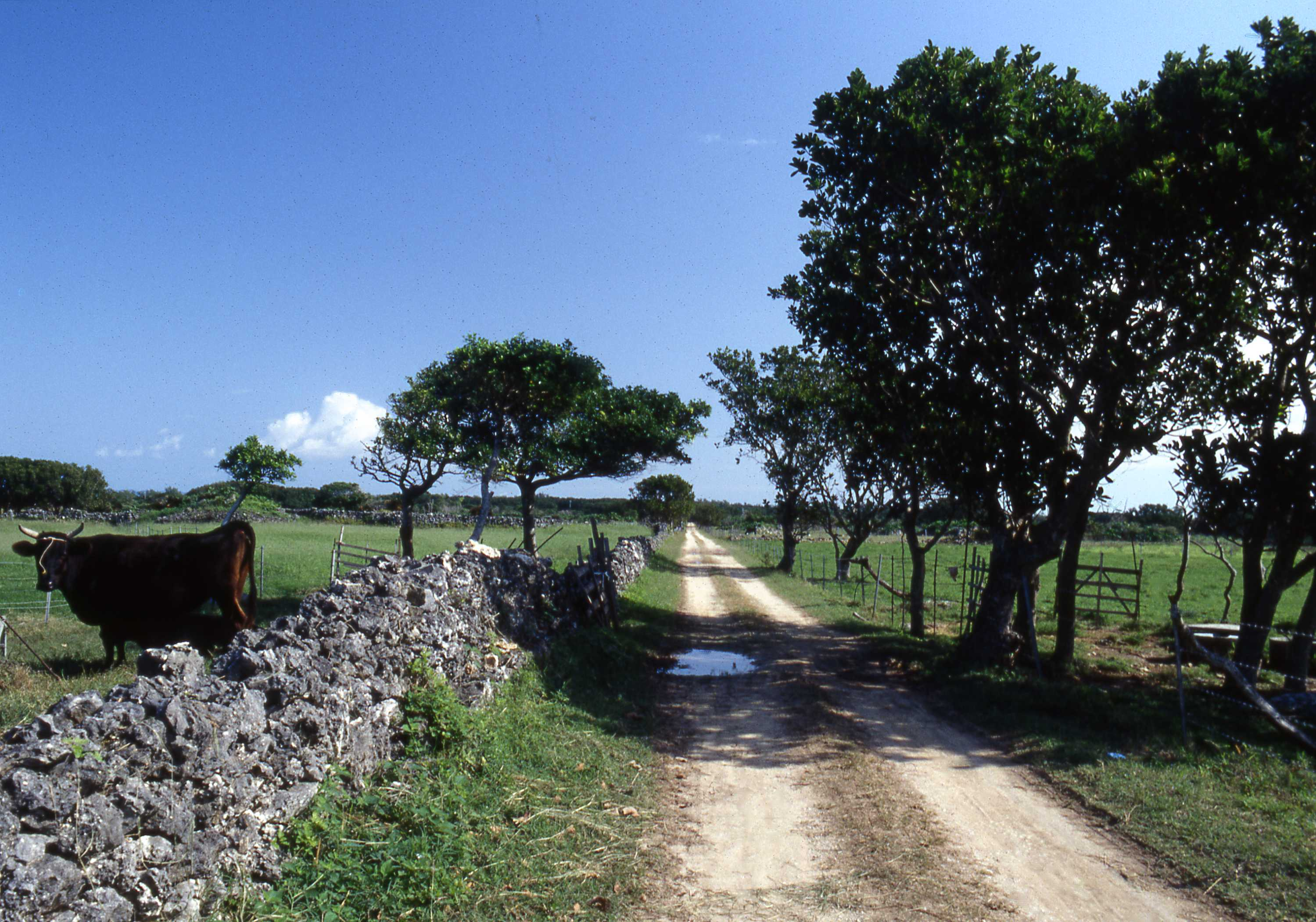
Kuroshima
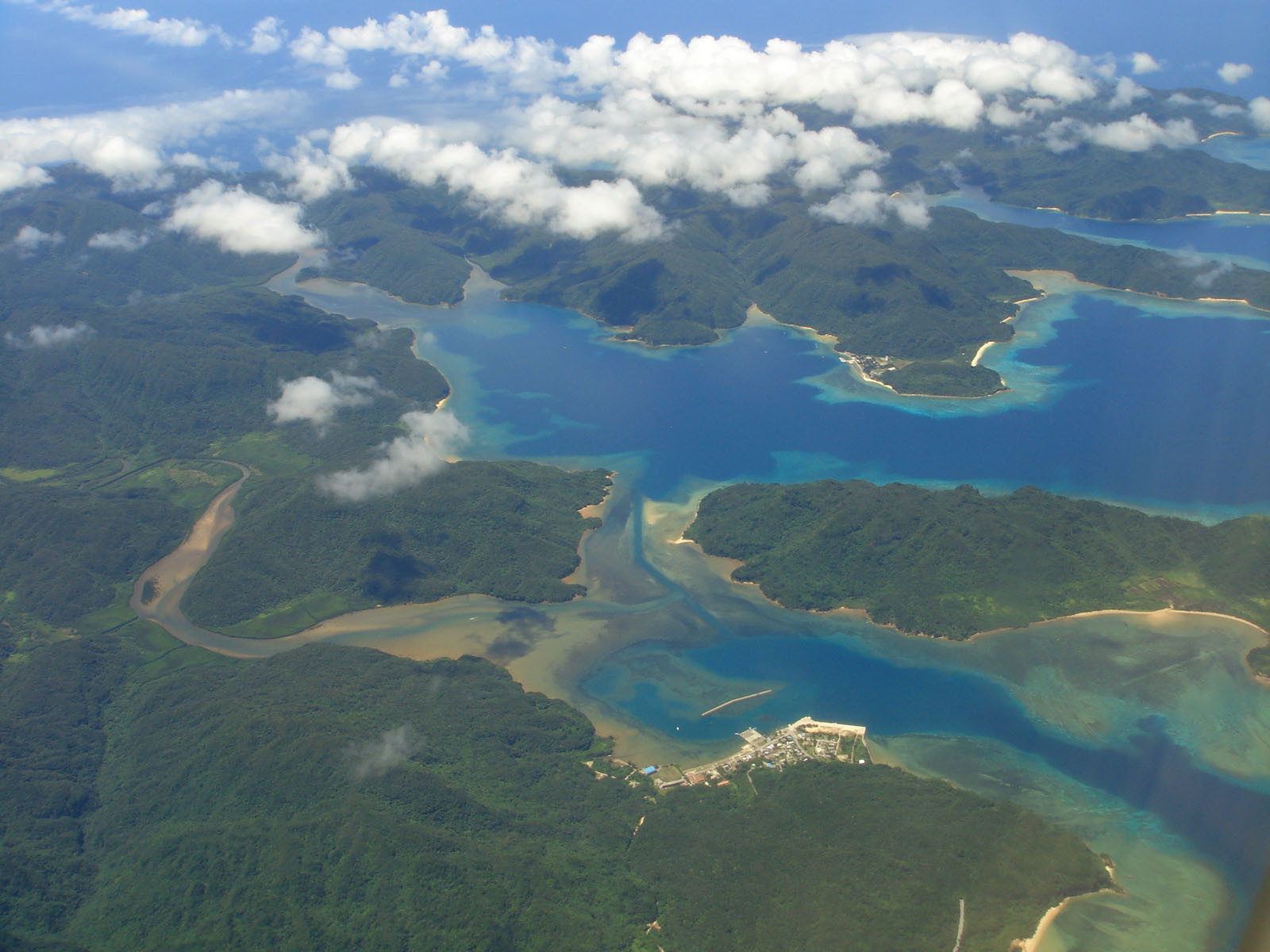
Iriomote
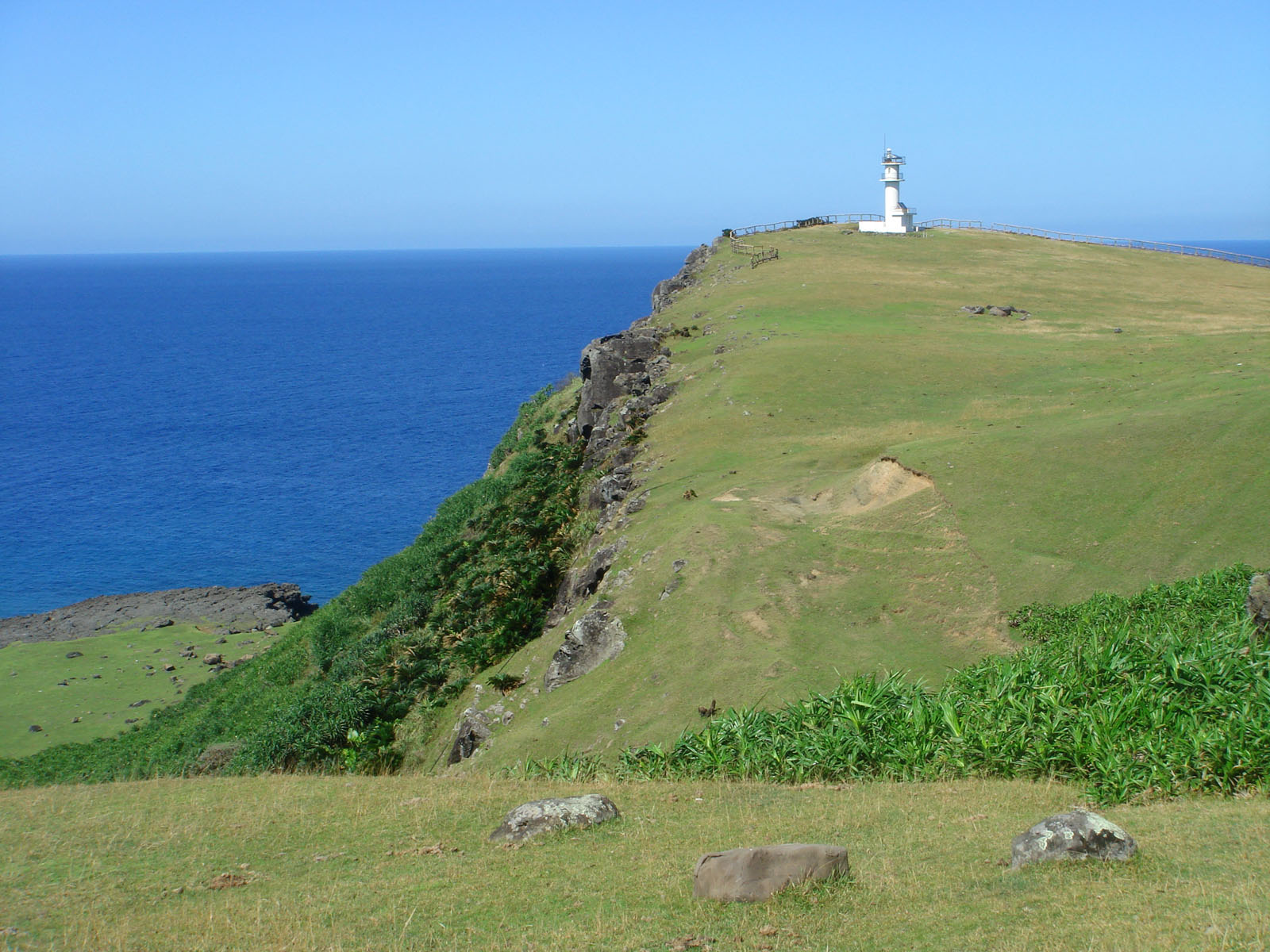
Yonaguni

## Lịch sử
Quần đảo Sakishima là đầu tiên xuất hiện trong sử sách là tại Shoku Nihongi (Nhật Bản thư kỷ) (797), trong đó kể rằng 714 Ō no Ason Okeji (太朝臣遠建治 (Thái Triều Thấn Viễn Kiến Trị)) đã gửi triều cống đến Dazaifu với 52 người dân từ Amami (奄美 Yểm Mĩ), Shigaki (信覚 Tín Giác), Kumi (球美 Cầu Mĩ) và các đảo khác. Shigaki được cho là Ishigaki (石垣 Thạch Viễn) hiện nay, Kumi là Kume (久米 Cửu Mễ) hoặc điểm dân cư Komi (古見 Cổ Kiến) của Iriomote. Nguyên sử (1370) thuật rằng một người sóng sót sau đắt tàu đến từ Mật Nha Cổ (密牙古, Mìyágǔ) đã đến Ôn Châu năm 1317. Đây được cho là văn kiện đầy tiên đề cập đến Miyako (宮古 Cung Cổ).
Các công cụ bằng đá và vỏ sò/mai rùa có niên đại 2.500 đã được khai quật từ các gò vỏ/mai trên quần đảo Sakishima. Các công cụ bằng vỏ sò hay mai rùa cùng niên đại cũng được phát hiện ở Đài Loan và Philippines, song không thấy tại đảo Okinawa hay Amami. Do vậy quần đảo được cho là đã có một mối quan hệ mạnh mẽ hay gần gũi hơn với Đài Loan, Philippines.
Các đồ đất nung địa phương đã được làm từ thế kỷ 11. Nhiều lãnh chúa địa phương, được gọi là án ti (anji), đã xuất hiện từ thế kỷ 15. Trong cùng thời gian, các thế lực chính trị tại Okinawa nhận ra rằng các đảo xa xôi có thể hữu dụng để làm điểm dừng chân trong một tuyến giao thươg hàng hải và đã tăng cường ảnh hưởng của mình. Yohanashiidu Tuyumya (与那覇勢頭豊見親) đã thống nhất Miyako vào năm 1365, và đã đến triều cống Satto, quốc vương của vương quốc Trung Sơn ở đảo Okinawa.
Năm 1500, Oyake Akahachi (遠弥計赤蜂 hay 於屋計赤蜂), án ti của Ishigaki, đã nổi dậy chống lại vương quốc Lưu Cầu. Vua Shō Shin đã gửi quân đến để đối phó, và lãnh đạo là Nakasone Tuyumya (仲宗根豊見親), án ti của Miyako. Nakasone đã chiến thắng, và phần lớn quần đảo Sakishima nằm dưới quyền kiểm soát của Lưu Cầu. Tuy nhiên, Yonaguni vẫn còn là một đảo độc lập cho đến năm 1522, nằm dưới sự lãnh đạo của nữ lão đạo theo truyền thuyết là San'ai Isoba (サンアイ・イソバ), song có tranh luận về việc nhân vật này có tồn tại hay không.
Gia tộc Shimazu của phiên Satsuma tại Nhật Bản đã xâm lược vương quốc vào năm 1609. Trong các thế kỷ sau đó, thetriều đình Lưu Cầu đặt nơi này dưới chế độ sưu thuế khắc nhiệt, và đánh thuế đinh nặng tại quần đảo Sakishima. Do hậu quả của những việc này, việc giết trẻ sơ sinh và các cách khác nhằm kiểm soát dân số trở nên phổ biến giống như tại khắp Lưu Cầu; hài cốt của các hành động này vẫn còn trên khắp Sakishima. Dân đảo Yaeyama bị đánh thuế nặng hơn Miyako, do cuộc nổi dậy của Oyake xuất phát từ Yaeyama. Vương quốc cũng cấm việc di cư của dân đảo, cô lập họ nhằm ngăn ngừa các cuộc nổi dậy. Động đất Yaeyama năm 1771 kéo theo sóng thần đã giết chết 12.000 người, tức một nửa dân số toàn bộ quần đảo Sakishima. Bởi đất đai bị ảnh hưởng do nhiễm mặn, nạn đói thường xuyên xảy ra, và dân số quần đảo tiếp tục suy giảm cho đến thời kỳ Minh Trị.
Sau cải cách Minh Trị vào năm 1872, chính quyền Nhật Bản bãi bỏ vương quốc Lưu Cầu và hợp nhất quần đảo thành một phần của Nhật Bản. Nhà Thanh phản đối hành động này và tuyên bố chủ quyền đối với vương quốc trước đây. Nhật Bản đề nghị nhượng lại quần đảo Sakishima, cho Trung Quốc được "đãi ngộ tối huệ quốc" của Nhật Bản theo Hiệp ước Nhật-Thanh. Trung Quốc ban đầu đồng ý song về sau dưới sự phản đối của tổng đốc Lý Hồng Chương, điều ước đã không thành. Trung Quốc tiếp tục tuyên bố chủ quyền cho đến khi thất bại trong chiến tranh Thanh-Nhật
Quần đảo hoang Senkaku cũng được hợp nhất vào Nhật Bản trong khoảng thời gian này. Không giống như phần còn lại của Sakishima, quần đảo Senkaku nay cũng được Cộng hòa Nhân dân Trung Hoa và Trung Hoa Dân Quốc (Đài Loan) tuyên bố chủ quyền với tên gội Điếu Ngư/Điếu Ngư Đài.
Việc hiện đại hóa Sakishima của chính quyền Nhật Bản đã diễn ra chậm hơn so với lục địa Nhật Bản hay đảo chính Okinawa. Thuế thân nặng nề tiếp tục cho đến năm 1903. Trong khi đó, các đảo cùng Đài Loan đã sử dụng múi giờ (UTC+8) cho đến năm 1937, chậm một giời sau với giờ chuẩn Trung ương Nhật Bản (UTC+9).

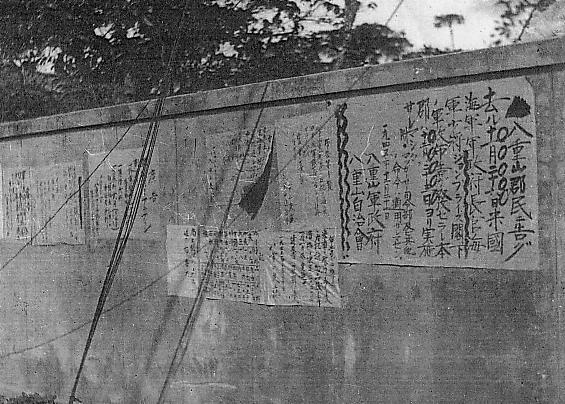
Một bản thông báo của Hiệp hội Cộng đồng Yaeyama, tháng 12 năm 1945

Không giống như đảo Okinawa, quần đảo Sakishima không phải hững chịu các cuộc giao tranh trên mặt đất trong Thế chiến II. Tuy nhiên, các đảo đã bị không kích và bị các tàu hải quân bắn phá vào năm 1945. Từ tháng 6, chính quyền Nhật Bản đã ra lệnh cho người dân địa phương sơ tán đến phía bắc Ishigaki và Iriomote, tại đây 3.647 người đã chết vì bị bệnh sốt rét. (trong khi chỉ có 174 người chết trong các cuộc không kích) Bơi bệnh dịch, các khu vực này có dân cư thưa thớt trong suốt lịch sử. Căn bệnh này không được loại trừ cho đến năm 1961. Vào tháng 6 năm 1945, sau khi Quân đội Đế quốc Nhật Bản bị đánh bại tại Okinawa, đã có một khoảng trống về quân sự và chính quyền ở Sakishima. Một số quân đồn trú đã cướp phá các trang trại và tham gia và hành động bạo lực chống lại cư dân địa phương. Để đối phó, các cư dân Ishigaki đã thành lập Hiệp hội Cộng đồng Yaeyama (八重山自治会). Do nó đóng vai trò như một chính quyền địa phương, một vài nhà sử học sau này đã mô tả hiệp hội này là Cộng hòa Yaeyama (八重山共和国). Hoa kỲ tuyên bố áp đặt chế độ quân sự tại quần đảo vào tháng 12 năm 1945, phục hồi các phó tỉnh Miyako và Yaeyama. Hiệp hộ địa phương biến mất. Năm 1952, Hiệp ước San Francisco đã xác định các đảo nằm dưới quyền kiểm soát của Hoa Kỳ.
Quần đảo trở về Nhật Bản vào năm 1972 cùng với các phần khác của tỉnh Okinawa.

## Văn hóa
Cóa ba ngôn xbanr địa tại quần đảo; tiếng Miyako tại quần đảo  Miyako, tiếng Yonaguni tại đảo Yonaguni, và tiếng Yaeyama trên quần đảo Yaeyama. Tất cả các ngôn ngữ này đều thuộc Nhóm ngôn ngữ Ryukyu. Các ngôn ngữ này không hiểu lẫn nhau. Tại Okinawa, tiếng Nhật chuẩn có địa vị chính thức, trong khi tiếng Nhật Okinawa, được sử dụng rộng rãi.